# François-Edmond Pâris

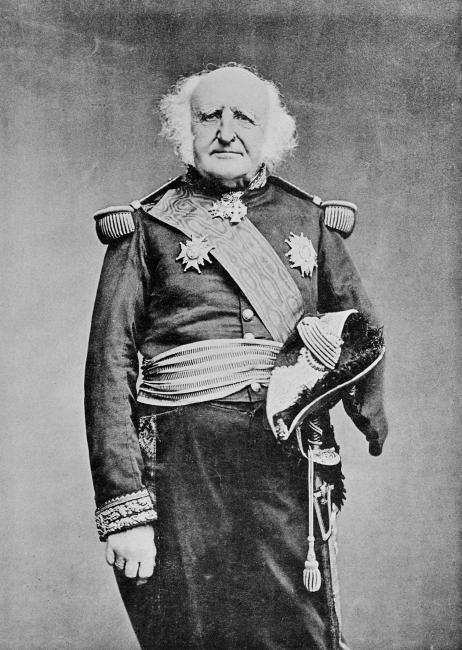
François-Edmond Pâris

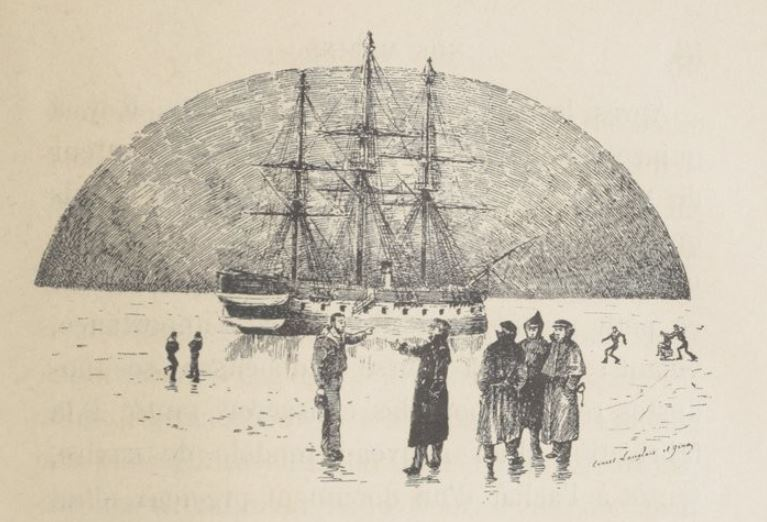
Een Frans schip in het ijs tijdens de blokkade van de Dnjepr (winter 1855-1856)

François-Edmond Pâris (Brest, 6 maart 1806 - Parijs, 8 april 1893) was een Frans admiraal.

## Carrière
Pâris ging naar de École de marine in Angoulême waar hij in 1822 afstudeerde met de graad van aspirant. In 1826 kreeg hij de graad van enseigne (kader-officier) en kreeg hij de kans mee te reizen met de Franse ontdekkingsreiziger Jules Dumont d'Urville op reis rond de wereld aan boord van de Astrolabe. In 1829 maakte Pâris weer een reis rond de wereld aan boord van de Favorite en hij werkte mee aan de redactie van het reisverslag en van de hydrografische atlas die uit deze reis voortvloeiden. In 1832 kreeg hij de graad van lieutenant de vaisseau en hij ondernam een derde reis rond de wereld aan boord van L'Artémise onder kapitein Cyrille Pierre Théodore Laplace. Bij een bezoek aan een metaalfabriek in Porto-Novo bij Pondicherry in India werd zijn linkerhand gegrepen door een machine en moest zijn onderarm worden geamputeerd.
Bij zijn terugkeer in Frankrijk werd Pâris gepromoveerd tot capitaine de frégate. Hij diende eerst op het afdeling kaarten en plannen, maar kreeg al snel een eigen commando, eerst aan boord van de Inferno, dan de Archimède. Met dit schip voer hij voorbij Kaap Hoorn, de eerste keer dat dit lukte met een Frans stoomschip. Hij diende lange tijd op de Franse vloot bij China.
In 1836 werd hij benoemd tot capitaine de vaisseau en hij kreeg het commando van achtereenvolgens de Comte d'Eu, de Gomer, de Orénoque. Aan boord van de Fleurus diende hij in de Zwarte Zee tijdens de Krimoorlog. Zijn schip was betrokken bij de beschieting van Sebastopol en bij de overgave van Kinboern. Daarna leidde hij de vloot die de monding van de Dnjepr blokkeerde.
In 1858 werd Pâris bevorderd tot contre-amiral en leidde de derde divisie van de Franse vloot in de Middellandse Zee. In 1864 werd hij bevorderd tot vice-amiral. In 1871 ging hij met pensioen.

## Verdiensten
Pâris maakte tijdens zijn carrière bij de Franse marine de overgang van zeilschepen naar stoomschepen mee en hij was een sterk pleitbezorger van het stoomschip. Zo maakte hij een studie naar het brandstofverbruik van stoomketels aan boord van marineschepen.
Pâris was lid van de Académie des Sciences (1863) en van het Bureau des longitudes (1865). Verder was hij directeur van het Dépôt des cartes et plans en van de Commissie voor vuurtorens. Na zijn pensioen werd hij medewerker en drijvende kracht van het Musée de la marine in het Louvre.
Hij ontving het grootkruis in het Legioen van Eer.

## Privé-leven
Pâris huwde met de dochter van een marineofficier en kreeg twee zonen en een dochter. Zijn twee zonen werden ook marineofficier en kwamen tijdens de dienst om het leven. Pâris overleefde hen en stierf zelf op 87-jarige leeftijd.